# A rischio della vita (film 1995)
A rischio della vita (Sudden Death) è un film del 1995 diretto da Peter Hyams, ambientato nel mondo dell'hockey su ghiaccio. Lo slogan del film recitava: «L'azione passa ai tempi supplementari».

## Trama
I tifosi dei Pittsburgh Penguins sono eccitati: la squadra deve giocare la più importante partita di hockey su ghiaccio della Stanley Cup contro i Chicago Blackhawks. Lo stadio registra il tutto esaurito: è presente nella tribuna riservata alle personalità anche il Vice presidente statunitense. Ma qualcuno ha tramato nell'ombra perché tutto venga sconvolto e non per ragioni sportive: costui è lo spietato Joshua Foss, intenzionato ad estorcere un miliardo di dollari agli Stati Uniti. Installatosi insieme a un gruppo di scagnozzi, professionisti del crimine, nei locali e servizi della Civic Arena di Pittsburgh, Foss sequestra l'uomo politico ed un gruppo di ospiti, mentre la partita ha inizio. La richiesta di Foss è categorica: l'enorme somma dovrà essere versata in numerose banche estere e se, nel corso dei tre tempi di gioco ciò non dovesse avvenire, gradualmente gli ostaggi verranno uccisi. Tra loro c'è anche la piccola Emily, che il padre Darren McCord, un semplice vigile del fuoco di servizio allo stadio, ha portato insieme al fratellino Tyler sugli spalti, sotto promessa che i due non si muovano dai loro posti (ciò che Emily non fa per cui viene presa in ostaggio da Foss). Lo sfortunato McCord deve sfidare ostacoli sovraumani, il perfido folle, i suoi banditi, esplosivi e mitragliatori, mentre all'esterno operano soldati ed FBI con la presenza di centinaia di ambulanze (perché in caso d'inadempienza Foss farà esplodere lo stadio con tutti gli spettatori). Intanto i primi ostaggi vengono uccisi e McCord scende persino in campo a sostituire il portiere della squadra di Pittsburgh, compiendo una parata decisiva. L'incubo della strage stabilita dallo psicopatico l'assilla: mentre il pubblico sfolla rapidamente sul filo di pochi minuti, anche Foss fugge verso le uscite, ma Emily l'addita al padre successivamente accorso. McCord affronta allora il duello conclusivo in un drammatico scontro col criminale in fuga in elicottero, che alla fine precipita attraverso la cupola apribile dello stadio sul terreno di gioco completamente deserto.

## Produzione
Il film è stato scritto da Gene Quintano, ispirato da una storia di Karen Elise Baldwin, moglie di Howard Baldwin, all'epoca proprietario dei Pittsburgh Penguins.
Le riprese si sono svolte a Pittsburgh, Pennsylvania, e Middletown, New York, dal 29 agosto al 7 dicembre 1994.
È la seconda collaborazione tra Jean-Claude Van Damme e il regista Peter Hyams dopo Timecop - Indagine dal futuro (1994).

## Accoglienza

### Incassi
Il film è stato distribuito nei cinema durante il competitivo periodo natalizio del 1995. Negli Stati Uniti è stato superato al botteghino da Donne - Waiting to Exhale, Toy Story - Il mondo dei giocattoli, Heat - La sfida e Jumanji. In patria ha incassato poco più di 20 milioni, tuttavia ha ottenuto migliori risultati nel resto del mondo, che gli hanno permesso di raggiungere un guadagno complessivo di 64 milioni di dollari.

### Critica
Il film ha ricevuto critiche miste. Roger Ebert nella sua recensione sul Chicago Sun-Times lo ha definito buon intrattenimento thriller per un film d'azione. Sul sito Rotten Tomatoes ha una valutazione del 54% di recensioni professionali positive.